# خوان يوسيلي
خوان يوسيلي (بالإسبانية: Juan Boselli)‏ (28 أكتوبر 1994 بمونتفيدو في الأوروغواي - ) هو لاعب كرة قدم أوروغواني في مركز الهجوم. لعب مع جوفينتود.

## وصلات خارجية
- خوان يوسيلي على موقع Soccerway.com (الإنجليزية)